# De force
Pour plus de détails, voir Fiche technique et Distribution.
De force est un film de gangsters franco-luxembourgeois écrit et réalisé par Frank Henry et sorti le 26 octobre 2011.

## Synopsis
Des braquages très violents obligent la commissaire Clara Damico à collaborer avec Manuel Makarov, une figure des gangs…

## Fiche technique
- Titre : De force
- Réalisation : Frank Henry
- Scénario : Frank Henry
- Musique : Gast Waltzing
- Photographie : Jean-Pierre Sauvaire
- Montage : France Duez
- Son : Carlo Thoss
- Costumes : Uli Simon
- Production : Franck Chorot, Jesus Gonzalez-Elvira et Nicolas Steil
- Société de production : Marilyn Productions, Studio 37, Iris Films, Chaocorp, Backup Media, Canal+ et uFilm avec le soutien du Fonds National de Soutien à la Production Audiovisuelle du Luxembourg et du Tax Shelter du Gouvernement Fédéral Belge
- Société de distribution : Rézo Films (France)
- Pays de production :  France,  Belgique et  Luxembourg
- Dates de tournage : du 20 octobre 2010 à décembre 2010
- Dates de sortie :
  - France : 26 octobre 2011

## Distribution
- Isabelle Adjani : le commissaire Clara Damico
- Éric Cantona : Manuel Makarov
- Simon Abkarian : Jimi Weiss
- Thierry Frémont : le lieutenant Serge Minot
- Anne Consigny : la procureure Danielle Canetti
- Linh-Dan Pham : Ahn
- Slimane Dazi  : Farid Boujima
- Cyril Lecomte : Antoine Giudicelli
- Jean-François Stévenin : Greg Leduc
- Serge Riaboukine : le colonel Damico
- Pierre Stévenin : Cyril Damico
- Jacques Boudet : le ministre
- Gabri et Azri du Boogie Balagan : Milo et l'agent de change
- Stéphane Ferrara : le flic de l'équipe 93
- Michel Cosnard : le directeur de l'aéroport
- Francis Kuntz : le client tarté
- Éric Laugérias : le taulard rabouin
- Jean-François Ramoin-Luciani : le patron du relais château
- Medi Sadoun : Zy-va 'cinéaste' et le fournisseur de came de Cyril
- Roger Knobelspiess : le négociateur GIPN - docteur Mayer
- Hervé Sogne : le 2e flic de l'équipe 93
- Paul Personne : lui-même
- Cédric Klapisch : caméo
- Frank Henry : le ministre de l'Intérieur
- Valérie Leboutte : Chantal Médinot
- Olivier Bony : un officier de police

## Réception critique
De force reçoit en majorité des critiques négatives.